# Бітцевський парк (станція метро)
Бітцевський парк (рос. Битцевский парк) — 194-а станція Московського метрополітену, нова кінцева станція на півночі Бутовської лінії розташована за станцією «Лісопаркова». Названа по однойменній місцевості: біля неї — Бітцевський парк. Розташована в Південно-Західному адміністративному окрузі, на території московського району Ясенєво, в кінці Новоясеневського проспекту. Станція побудована паралельно станції «Новоясенєвська» Калузько-Ризької лінії, з якої вона утворює пересадний вузол. Відкрита 27 лютого 2014 року, у складі ділянки «Вулиця Старокачаловська» — «Бітцевський парк».

## Історія
До червня 2008 року цю назву мала нинішня станція «Новоясенєвська».
Рішення про продовження Бутовської лінії метро до станції «Бітцевський парк» з організацією пересадки на станцію «Новоясенєвська» Калузько-Ризької лінії було прийнято в 2004 році.
У відповідності із завданням, ця дільниця Бутовської лінії проектувалася к підземному виконанні, в тунелях та зі станціями мілкого закладення. Після виступів жителів Ясенєва на захист «Бітцевського лісу» було прийнято рішення про те, що тунелі по території природно-історичного парку будуть прокладатися закритим способом на глибині 20—30 м, щоб не нашкодити природному комплексу.

## Технічні характеристики
Конструкція станції — односклепінна мілкого закладення (глибина — 10 м), споруджена з монолітного залізобетону за типовим проектом, з платформою острівного типу. Відстань між тупиками та блоком технічних приміщень становить 111 метрів.
Наземний дворівневий вестибюль розташований над платформною ділянкою і обслуговує відразу дві станції: «Бітцевський парк» і «Новоясенєвську». Системою сходів він сполучений з центральною частиною платформи «Бітцевський парк» та з південним вестибюлем станції «Новоясенєвська». Також передбачена можливість виходу пасажирів через другий, північний вестибюль станції «Новоясенєвська». Станція «Бітцевський парк» обладнана ліфтом для інвалідів та маломобільних груп населення. Пересадка на Калузько-Ризьку лінію передбачена з північного торця станції, а також через південний вестибюль станції «Новоясенєвська».

## Колійний розвиток

Схема колійного розвитку станції Бітцевський парк

За станцією є оборотні тупики, призначені для обороту потягів.
Станція з колійним розвитком — 2 стрілочних переводи, протишерсний з'їзд, 1 станційна колія для обороту та відстою рухомого складу і 1 запобіжний тупик.

## Оздоблення
Проект станції виконаний архітекторами проектного інституту ВАТ «Метродіпротранс» Миколою Шумаковим, Галиною Мун тощо.
Станція вирішена в сучасному архітектурному стилі. Природне світло у наземному вестибюлі, напрямні світлові покажчики з поступовим спуском по сходах на платформну ділянку за задумом архітекторів мають забезпечити зв'язок інтер'єру з природним парковим оточенням, щоб пасажири на станції не відчували себе відокремленими від природи.
В основі архітектурного рішення платформної ділянки — асиметричне склепіння з протяжними кесонами. З правого боку станції звід опускається до цоколя, з протилежного — вертикальна колійна стіна піднімається до перекриття. Своєрідність об'ємного рішення посилено колірним контрастом і світлом. Спочатку в дизайні передбачалося розіграти чорно-білу «шахову» тему. Однак в остаточному варіанті оформлення станції використовуються художні панно, тематика яких безпосередньо пов'язана з природно-рекреаційною функцією Бітцевського парку.
В обробці застосовуються довговічні природні матеріали: граніт, мармур, скло. Облицювання стін нового двокольорового вестибюля виконано з об'ємної кераміки. Перед входом в наземний вестибюль планується встановити монументально-декоративну композицію «Ноїв Ковчег» московського скульптора Леоніда Берліна, раніше розташовувалася над венткиоском станції «Новоясенєвська».

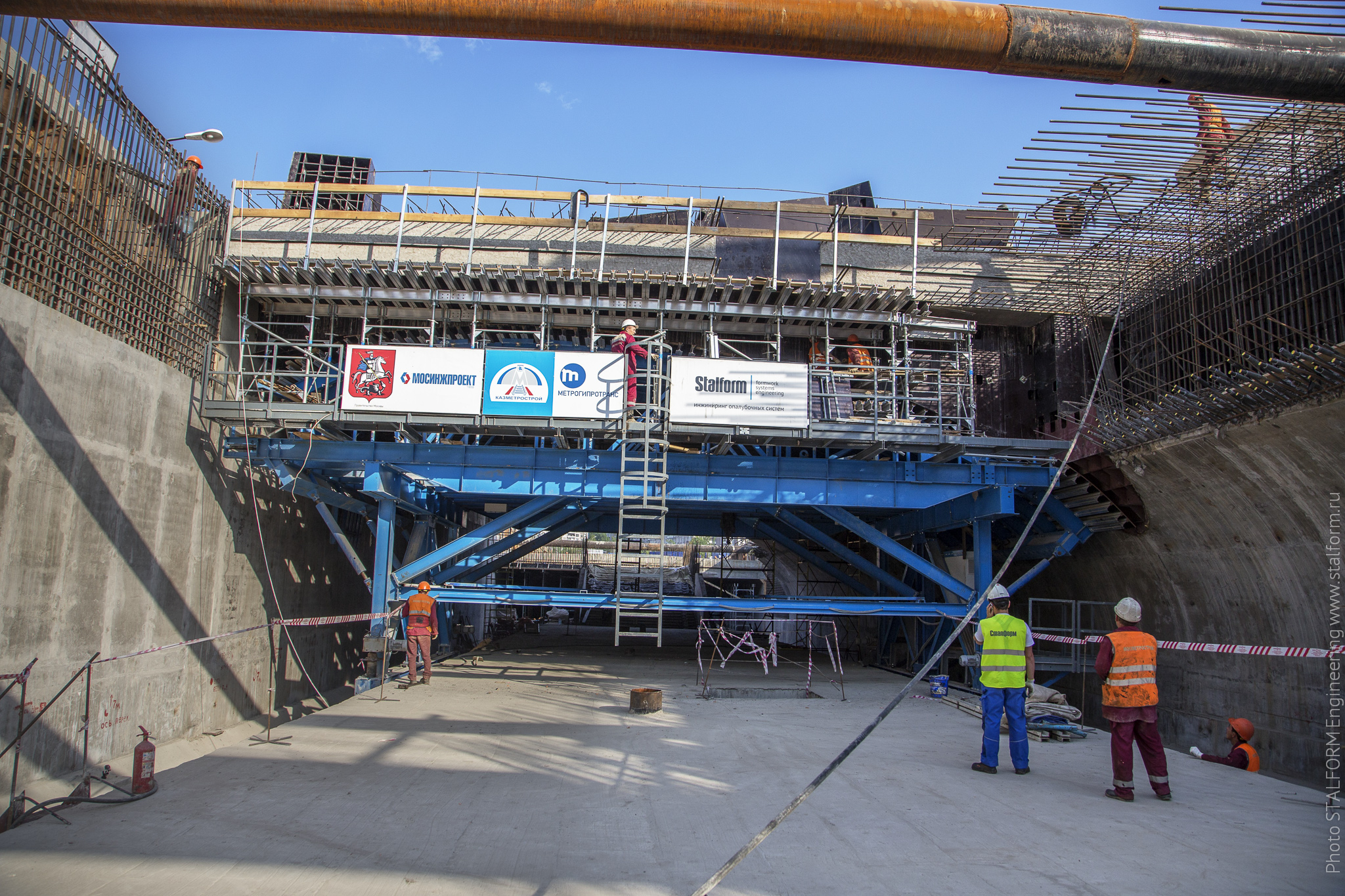
Опалубний агрегат Stalform для будівництва станції
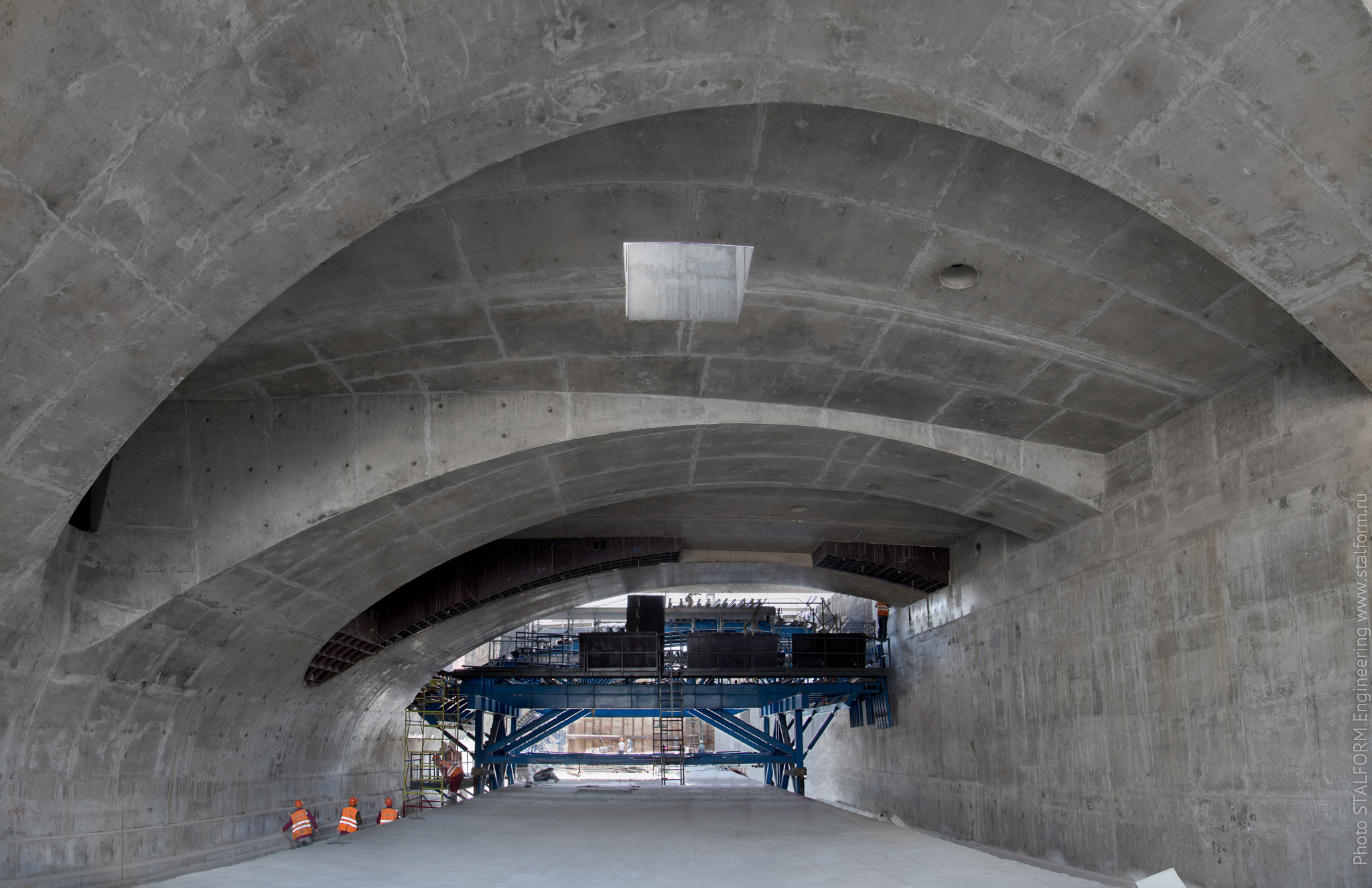
Асиметричний залізобетонний склеп з протяжними кесонами бетонировался в механізованій опалубці
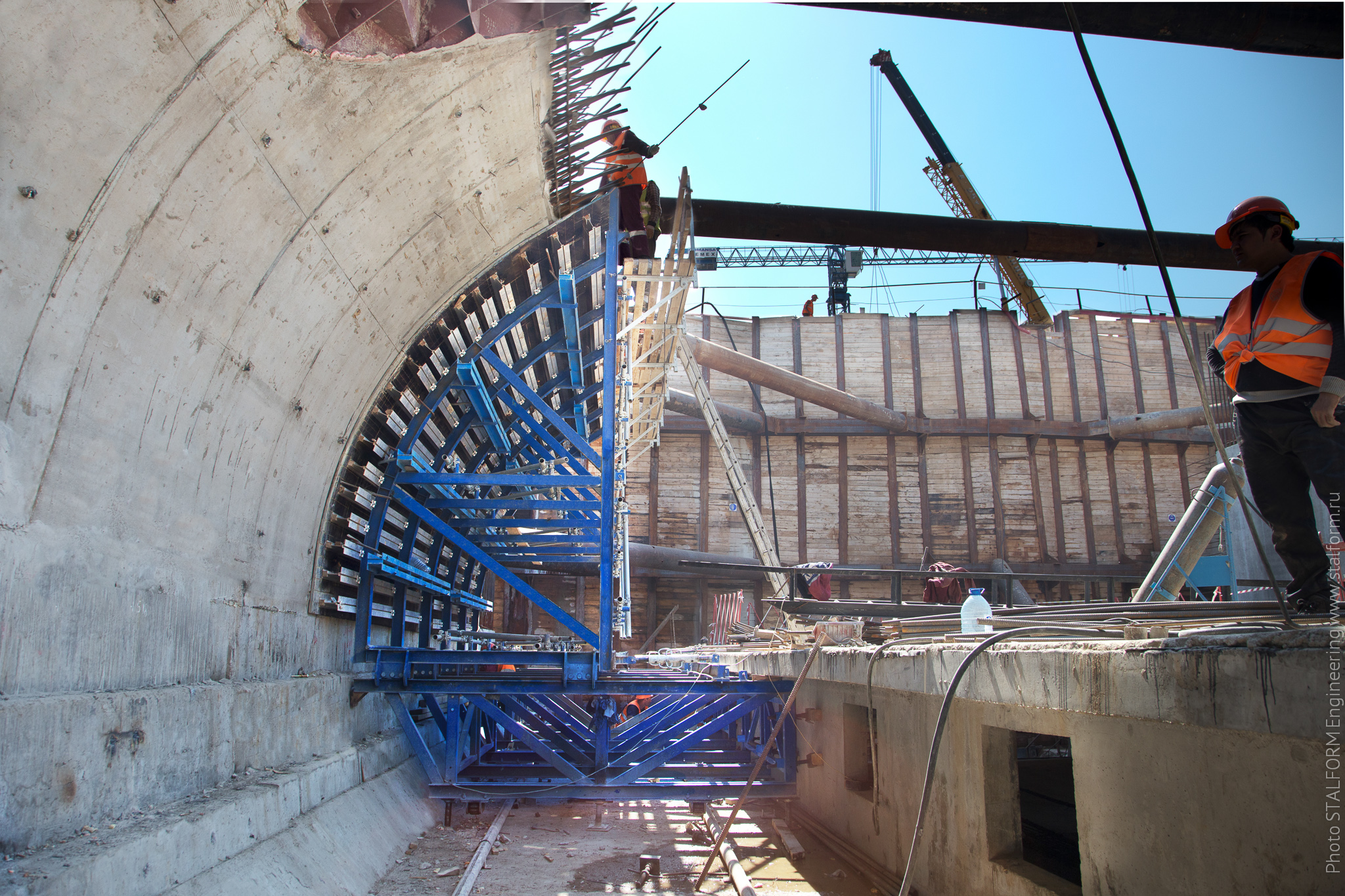
Нижній сегмент асиметричного склепу в опалубці
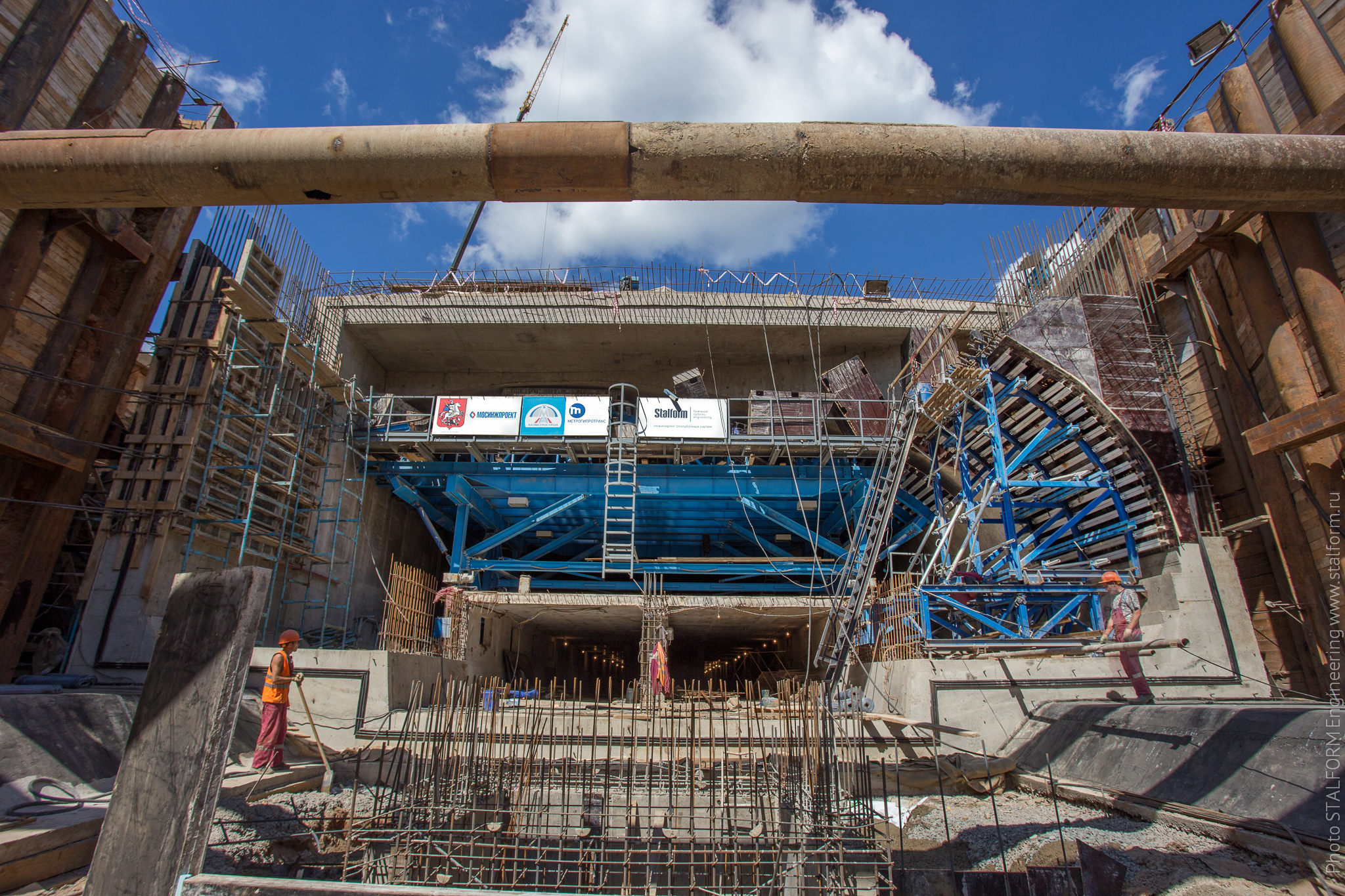
Арматурні роботи
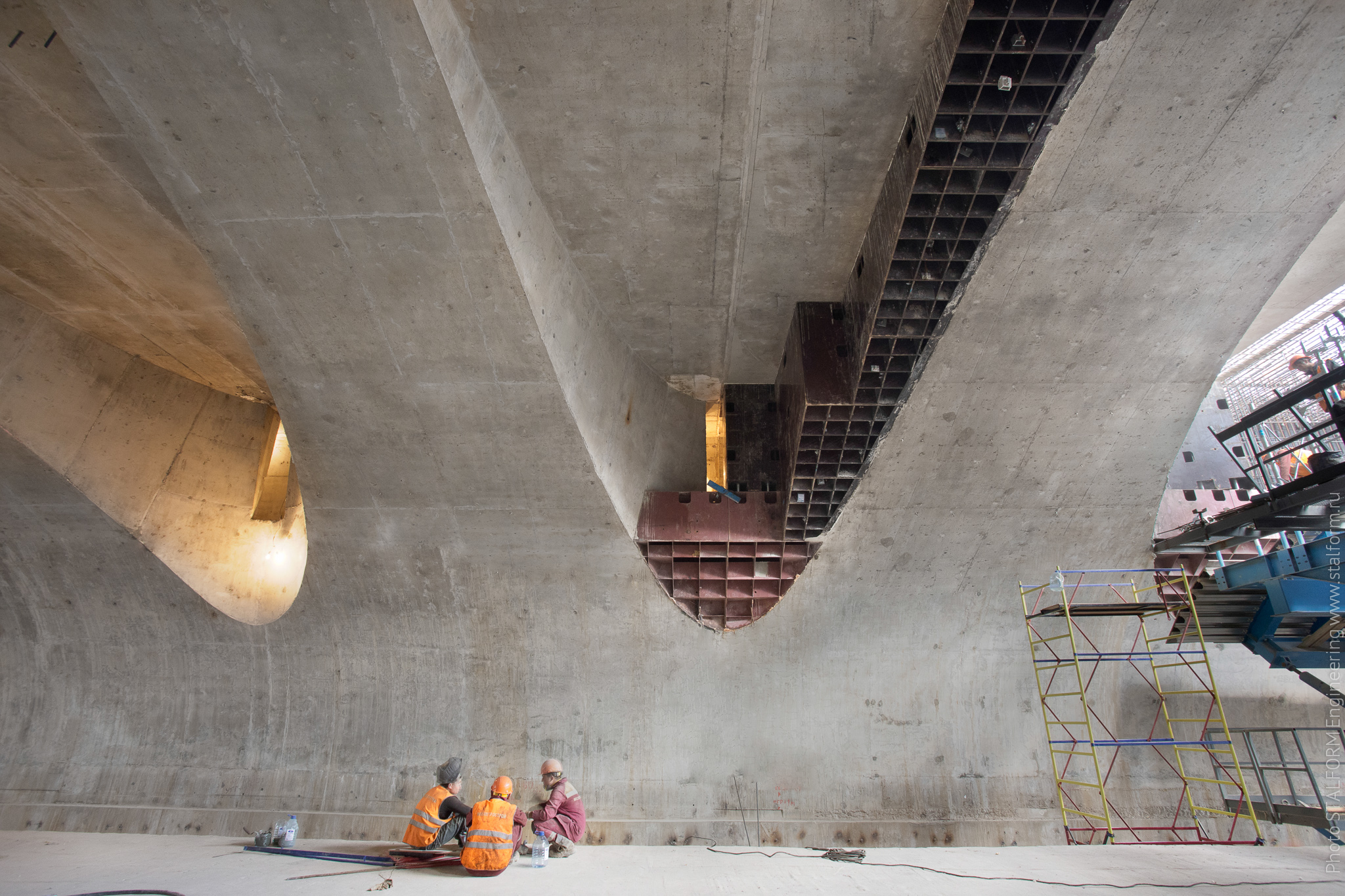
Ніші-кесони звільняються від опалубки
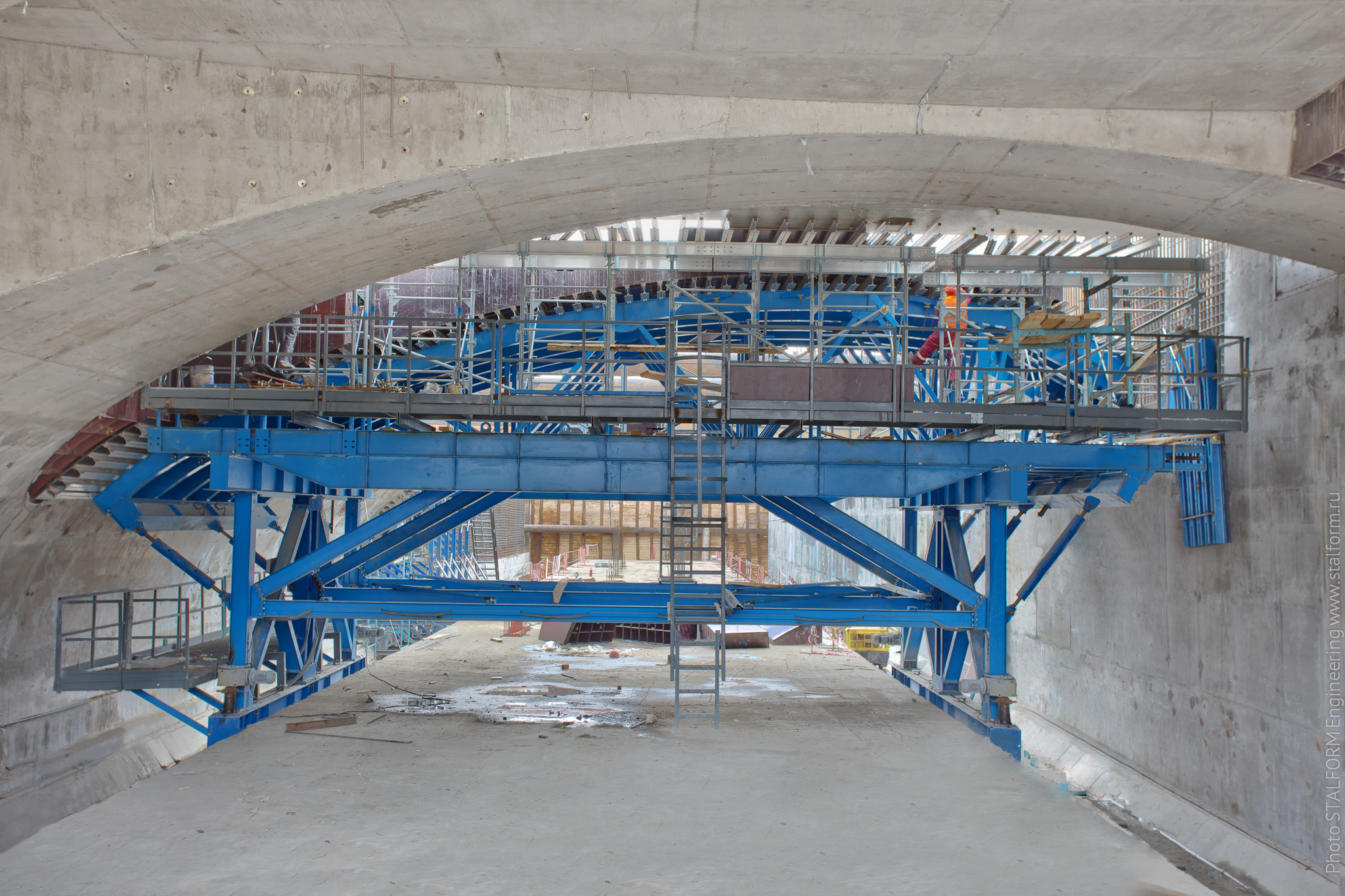
Механізований опалубний агрегат
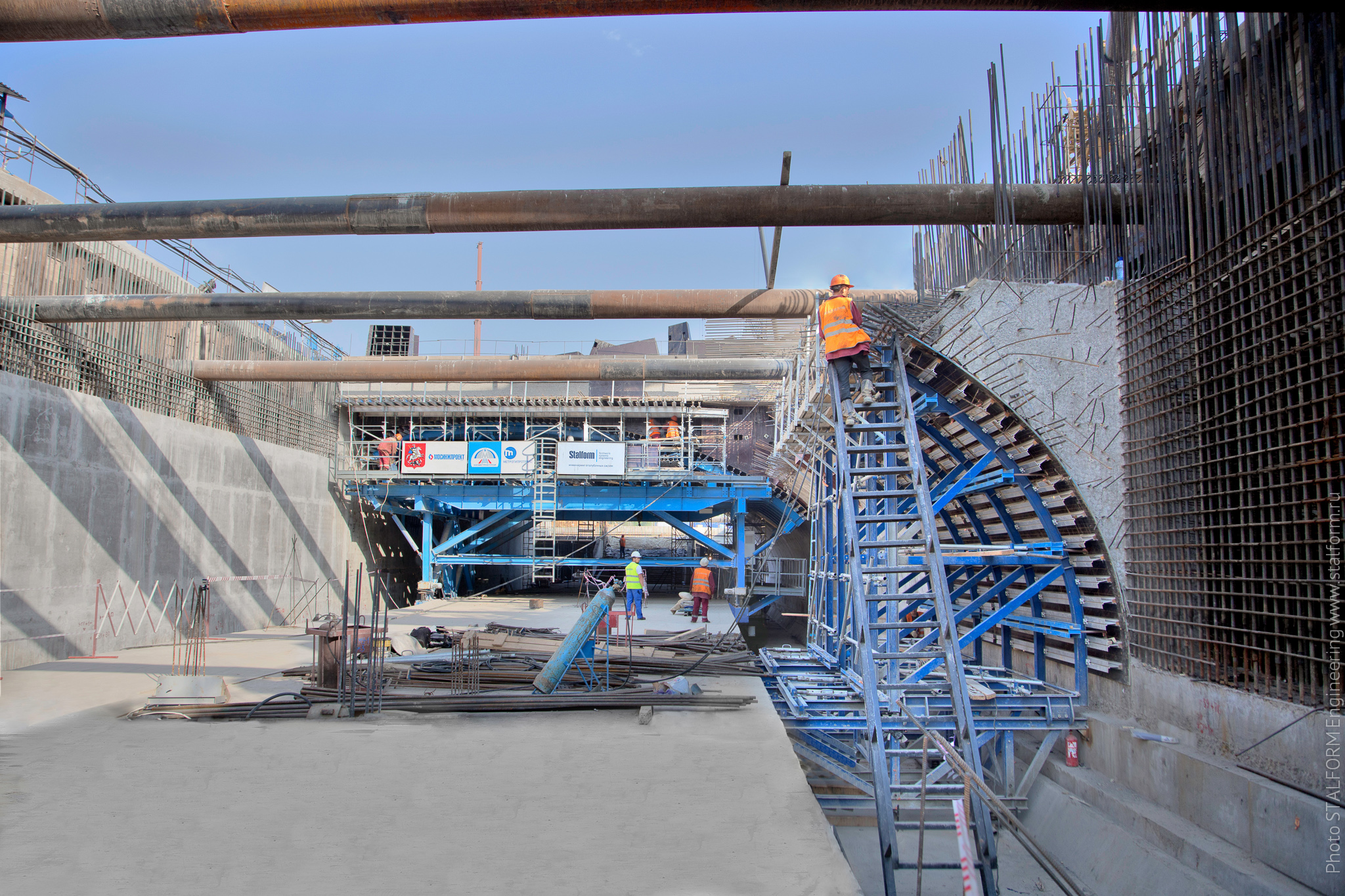
Демонтаж бічного сегмента опалубки склепу
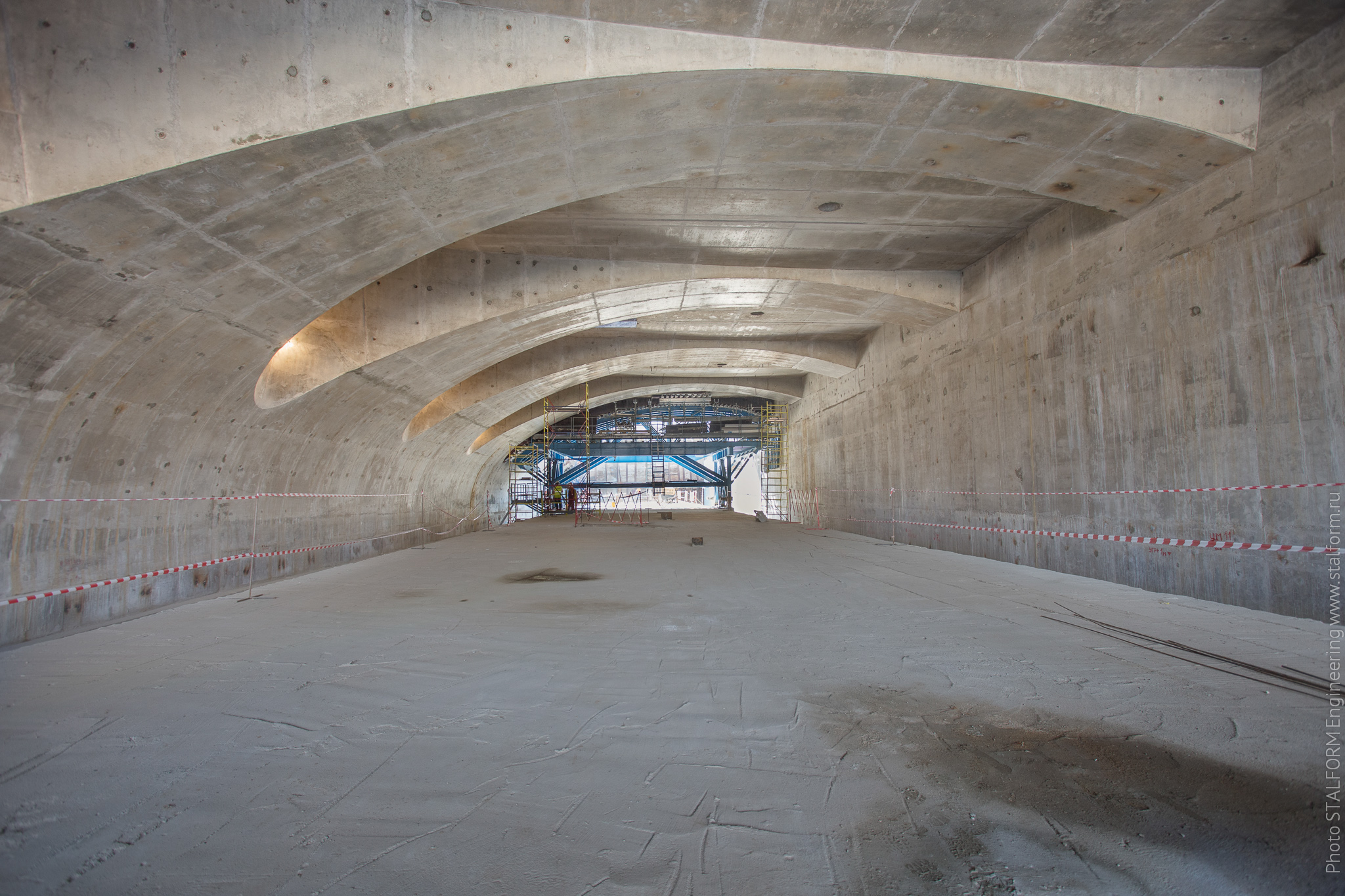
Станція метро «Бітцевський парк» в залізобетоні
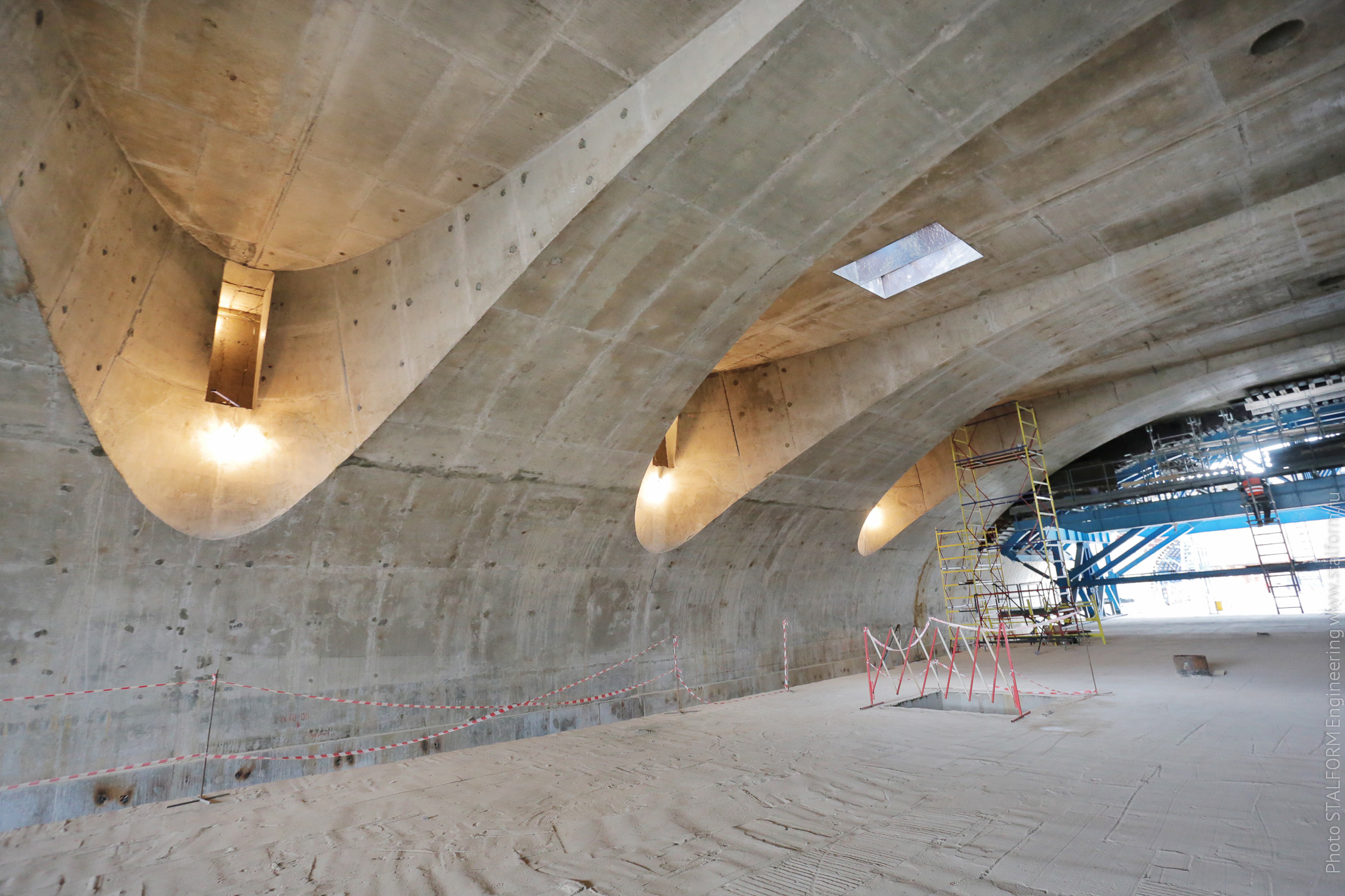
Склеп з нішами для світильників підготовлений до обробки

## Ресурси Інтернету
- Станція на офіційному сайті Московського метрополітену (рос.)
- Станція на сайті www.metro.ru [Архівовано 31 травня 2020 у Wayback Machine.] (рос.)
- Станція на сайті «Энциклопедия нашего транспорта» [Архівовано 22 листопада 2021 у Wayback Machine.] (рос.)
- «Битцевский Парк» на официальном сайте ОАО Метрогипротранс [Архівовано 24 грудня 2013 у Wayback Machine.] (рос.)
- Битца не пускает к себе метро (рос.). Портал о недвижимости Realto.Ru. Архів оригіналу за 25 травня 2012. Процитовано 16 лютого 2012.